# Jeroen Zoet
Jeroen Zoet (Veendam, 6 gennaio 1991) è un calciatore olandese, portiere dell'AZ Alkmaar.

## Biografia
Durante il suo periodo in Italia ha avuto un figlio.

## Carriera

### Club

#### Inizi, PSV e prestiti
Cresciuto nel PSV, nel 2011 viene mandato in prestito al RKC Waalwijk dove si guadagna il posto da titolare. Dopo 72 presenze e 102 gol subiti in campionato, il 1º luglio 2013 fa ritorno al PSV dove diventa subito titolare. Il 20 dicembre 2015 viene arrestato, insieme al compagno di squadra Maxime Lestienne, per una colluttazione avuta al termine della partita vinta 3-2 contro il Pec Zwolle. È stato il portiere titolare del PSV fino al novembre 2019 quando ha perso la titolarità con la crisi di risultati della squadra. Il 14 gennaio 2020 viene così ceduto in prestito all'Utrecht con cui mette insieme 10 presenze tra campionato e Coppa nazionale prima della sospensione delle competizioni sportive a causa dell'emergenza sanitaria.

#### Spezia
L'8 settembre 2020 firma un biennale con lo Spezia, neopromosso in Serie A. Il 27 settembre debutta in serie A nella sconfitta domestica per 4-1 patita contro il Sassuolo. Tre giorni dopo, nella partita in casa dell'Udinese, recupero della prima giornata di campionato, è costretto a uscire in barella per un infortunio subìto all'adduttore, che lo costringe a un lungo stop. Al suo rientro, il tecnico Vincenzo Italiano continua a preferirgli Ivan Provedel; Zoet torna in campo solo il 6 marzo 2021, nella partita interna col Benevento, dopo che il compagno di reparto viene trovato positivo al Covid-19. Gioca titolare anche la partita del 15 maggio vinta per 4-1 contro il Torino, che sancisce la matematica salvezza del club ligure. Il portiere olandese conclude la sua prima stagione italiana con solo 7 presenze.
La stagione successiva, Zoet ritrova il posto da titolare grazie all'arrivo di Thiago Motta sulla panchina dei liguri, che lo preferisce a Provedel, per poi perdere il posto in favore di quest'ultimo dopo 7 giornate caratterizzate da un rendimento sotto le attese. A fine stagione rinnovo il proprio contratto con gli spezzini sino al 2024.
Nella stagione 2022-2023, invece, Zoet è riserva del neo-acquisto Bartłomiej Drągowski; alla fine della stessa annata, i liguri retrocedono in Serie B. Nella stagione seguente, inizialmente, Zoet continua a essere la riserva di Drągowski anche in serie cadetta, salvo poi prendere il suo posto come titolare a dicembre. Lascia comunque il club spezzino nel giugno del 2024, alla scadenza naturale del suo contratto.

#### Az Alkmaar
Il 15 luglio 2024, Zoet viene ingaggiato a parametro zero dall'AZ Alkmaar, in Eredivisie, con cui firma un contratto triennale.

### Nazionale
Il 10 ottobre 2015 debutta ufficialmente con la nazionale olandese, contro il Kazakistan, in una partita valida per le qualificazioni a Euro 2016, subentrando all'81º al posto di Tim Krul.

## Statistiche

### Presenze e reti nei club
Statistiche aggiornate al 8 dicembre 2024.
| Stagione             | Squadra              | Campionato           | Campionato | Campionato | Coppe nazionali | Coppe nazionali | Coppe nazionali | Coppe continentali | Coppe continentali | Coppe continentali | Altre coppe | Altre coppe | Altre coppe | Totale | Totale |
| Stagione             | Squadra              | Comp                 | Pres       | Reti       | Comp            | Pres            | Reti            | Comp               | Pres               | Reti               | Comp        | Pres        | Reti        | Pres   | Reti   |
| -------------------- | -------------------- | -------------------- | ---------- | ---------- | --------------- | --------------- | --------------- | ------------------ | ------------------ | ------------------ | ----------- | ----------- | ----------- | ------ | ------ |
| 2008-2009            | PSV Eindhoven        | ED                   | -          | -          | -               | -               | -               | -                  | -                  | -                  | -           | -           | -           | -      | -      |
| 2009-2010            | PSV Eindhoven        | ED                   | -          | -          | -               | -               | -               | -                  | -                  | -                  | -           | -           | -           | -      | -      |
| 2010-2011            | PSV Eindhoven        | ED                   | -          | -          | -               | -               | -               | -                  | -                  | -                  | -           | -           | -           | -      | -      |
| 2011-2012            | RKC Waalwijk         | ED                   | 34+4       | -49 + -6   | CO              | 4               | -5              | UEL                | 4                  | -6                 | -           | -           | -           | 46     | -66    |
| 2012-2013            | RKC Waalwijk         | ED                   | 33         | -44        | CO              | 2               | -4              | -                  | -                  | -                  | -           | -           | -           | 35     | -48    |
| Totale RKC Waalwijk  | Totale RKC Waalwijk  | Totale RKC Waalwijk  | 67+4       | -93 + -6   |                 | 6               | -9              |                    | 4                  | -6                 |             | -           | -           | 81     | -114   |
| 2013-2014            | PSV Eindhoven        | ED                   | 29         | -37        | CO              | -               | -               | UCL+UEL            | 4+3                | -4 + -5            | -           | -           | -           | 36     | -46    |
| 2014-2015            | PSV Eindhoven        | ED                   | 32         | -29        | CO              | -               | -               | UEL                | 9                  | -12                | -           | -           | -           | 41     | -41    |
| 2015-2016            | PSV Eindhoven        | ED                   | 34         | -32        | CO              | 1               | -1              | UCL                | 8                  | -7                 | SO          | 1           | 0           | 44     | -40    |
| 2016-2017            | PSV Eindhoven        | ED                   | 31         | -22        | CO              | 0               | 0               | UCL                | 5                  | -9                 | SO          | 1           | 0           | 37     | -31    |
| 2017-2018            | PSV Eindhoven        | ED                   | 32         | -34        | CO              | 4               | -3              | UEL                | 2                  | -2                 | -           | -           | -           | 38     | -39    |
| 2018-2019            | PSV Eindhoven        | ED                   | 34         | -26        | CO              | 0               | 0               | UCL                | 8                  | -15                | SO          | 1           | 0           | 43     | -41    |
| ago.-dic. 2019       | PSV Eindhoven        | ED                   | 11         | -10        | CO              | 0               | 0               | UCL+UEL            | 2+7                | -4+-6              | SO          | 1           | -2          | 21     | -22    |
| Totale PSV Eindhoven | Totale PSV Eindhoven | Totale PSV Eindhoven | 203        | -190       |                 | 5               | -4              |                    | 48                 | -60                |             | 4           | -2          | 260    | -256   |
| gen.-giu. 2020       | Utrecht              | ED                   | 7          | -9         | CO              | 3               | -2              | -                  | -                  | -                  | -           | -           | -           | 10     | -11    |
| 2020-2021            | Spezia               | A                    | 7          | -12        | CI              | 0               | 0               | -                  | -                  | -                  | -           | -           | -           | 7      | -12    |
| 2021-2022            | Spezia               | A                    | 7          | -19        | CI              | 2               | -3              | -                  | -                  | -                  | -           | -           | -           | 9      | -22    |
| 2022-2023            | Spezia               | A                    | 5          | -4         | CI              | 2               | -2              | -                  | -                  | -                  | -           | -           | -           | 7      | -6     |
| 2023-2024            | Spezia               | B                    | 25         | -29        | CI              | 1               | 0               | -                  | -                  | -                  | -           | -           | -           | 26     | -29    |
| Totale Spezia        | Totale Spezia        | Totale Spezia        | 44         | -64        |                 | 5               | -5              |                    | -                  | -                  |             | -           | -           | 49     | -69    |
| 2024-2025            | AZ Alkmaar           | ED                   | 4          | -2         | CO              | 0               | 0               | UEL                | 1                  | -1                 |             | -           | -           | 5      | -3     |
| Totale carriera      | Totale carriera      | Totale carriera      | 329        | -364       |                 | 19              | -20             |                    | 53                 | -67                |             | 4           | -2          | 405    | -453   |

### Cronologia presenze e reti in nazionale
| Cronologia completa delle presenze e delle reti in nazionale ― Paesi Bassi | Cronologia completa delle presenze e delle reti in nazionale ― Paesi Bassi | Cronologia completa delle presenze e delle reti in nazionale ― Paesi Bassi | Cronologia completa delle presenze e delle reti in nazionale ― Paesi Bassi | Cronologia completa delle presenze e delle reti in nazionale ― Paesi Bassi | Cronologia completa delle presenze e delle reti in nazionale ― Paesi Bassi | Cronologia completa delle presenze e delle reti in nazionale ― Paesi Bassi | Cronologia completa delle presenze e delle reti in nazionale ― Paesi Bassi |
| Data                                                                       | Città                                                                      | In casa                                                                    | Risultato                                                                  | Ospiti                                                                     | Competizione                                                               | Reti                                                                       | Note                                                                       |
| -------------------------------------------------------------------------- | -------------------------------------------------------------------------- | -------------------------------------------------------------------------- | -------------------------------------------------------------------------- | -------------------------------------------------------------------------- | -------------------------------------------------------------------------- | -------------------------------------------------------------------------- | -------------------------------------------------------------------------- |
| 10-10-2015                                                                 | Astana                                                                     | Kazakistan                                                                 | 1 – 2                                                                      | Paesi Bassi                                                                | Qual. Euro 2016                                                            | -1                                                                         | 81’                                                                        |
| 13-10-2015                                                                 | Amsterdam                                                                  | Paesi Bassi                                                                | 2 – 3                                                                      | Rep. Ceca                                                                  | Qual. Euro 2016                                                            | -3                                                                         |                                                                            |
| 29-3-2016                                                                  | Londra                                                                     | Inghilterra                                                                | 1 – 2                                                                      | Paesi Bassi                                                                | Amichevole                                                                 | -1                                                                         |                                                                            |
| 4-6-2016                                                                   | Vienna                                                                     | Austria                                                                    | 0 – 2                                                                      | Paesi Bassi                                                                | Amichevole                                                                 | -                                                                          | 74’                                                                        |
| 1-9-2016                                                                   | Eindhoven                                                                  | Paesi Bassi                                                                | 1 – 2                                                                      | Grecia                                                                     | Amichevole                                                                 | -2                                                                         |                                                                            |
| 6-9-2016                                                                   | Stoccolma                                                                  | Svezia                                                                     | 1 – 1                                                                      | Paesi Bassi                                                                | Qual. Mondiali 2018                                                        | -1                                                                         |                                                                            |
| 25-3-2017                                                                  | Sofia                                                                      | Bulgaria                                                                   | 2 – 0                                                                      | Paesi Bassi                                                                | Qual. Mondiali 2018                                                        | -2                                                                         |                                                                            |
| 28-3-2017                                                                  | Amsterdam                                                                  | Paesi Bassi                                                                | 1 – 2                                                                      | Italia                                                                     | Amichevole                                                                 | -2                                                                         |                                                                            |
| 31-5-2017                                                                  | Marrakech                                                                  | Marocco                                                                    | 1 – 2                                                                      | Paesi Bassi                                                                | Amichevole                                                                 | -1                                                                         | cap.                                                                       |
| 23-3-2018                                                                  | Amsterdam                                                                  | Paesi Bassi                                                                | 0 – 1                                                                      | Inghilterra                                                                | Amichevole                                                                 | -                                                                          |                                                                            |
| 31-5-2018                                                                  | Trnava                                                                     | Slovacchia                                                                 | 1 – 1                                                                      | Paesi Bassi                                                                | Amichevole                                                                 | -1                                                                         |                                                                            |
| Totale                                                                     |                                                                            | Presenze                                                                   | 11                                                                         |                                                                            | Reti                                                                       | -15                                                                        |                                                                            |

## Palmarès

### Club

#### Competizioni nazionali
- Campionato olandese: 3

PSV Eindhoven: 2014-2015, 2015-2016, 2017-2018
- Supercoppa dei Paesi Bassi: 1

PSV Eindhoven: 2016